# Amiralitetsrätt
Amiralitetsrätt kan dels vara en synonym för sjörätt, dels en domstol som handhar sjörätts- eller sjömilitära mål.

## Brittiska Amerika
Under konflikten mellan moderlandet och de Tretton kolonierna fick amiralitetsrätterna i Brittiska Amerika befogenhet att döma i en hel rad mål rörande kolonial lagstiftning framförallt gällande smuggling. Detta upprörde kolonisterna då amiralitetsrätterna verkade utan jury och beviskraven var lägre än i de vanliga brottmålsdomstolarna. De höll ibland även ting långt ifrån den åtalades hemort, till exempel i Nova Scotia eller till och med i England.

## Storbritannien
Ända sedan 1300-talet har det funnits amiralitetsrätter i England vilka handhade sjörättsmål. Den enda amiralitetsrätt som finns kvar i dag är den som har Cinque Ports som jurisdiktionsområde.

## Sverige
I Sverige har det funnits amiralitetsunderrätte och amiralitetsöverrätter vilka handhade mål tillhörande flottan. De avskaffades då krigshovrätten inrättades 1797.